# Stanisław Tym
Stanisław Aleksy Tym (ur. 17 lipca 1937 w Małkini Górnej, zm. 6 grudnia 2024 w Warszawie) – polski aktor teatralny, telewizyjny i filmowy, satyryk, reżyser, scenarzysta i literat, autor scenariuszy do filmów Miś, Rozmowy Kontrolowane i Ryś.

## Życiorys
W maju 1953 zdał maturę w XXVII Liceum Ogólnokształcącym im. Tadeusza Czackiego w Warszawie. Na przełomie lat 50. i 60. studiował w Warszawie, m.in. chemię na Politechnice Warszawskiej i przetwórstwo na SGGW oraz – w latach 1958–1959 – aktorstwo na Wydziale Aktorskim PWST, ale nie ukończył żadnego z tych kierunków. W 1964 zdał w Warszawie eksternistyczny egzamin aktorski.
W wakacje 1955 znalazł zatrudnienie w Zakładach Przemysłu Cukierniczego w Warszawie. Był bramkarzem i szatniarzem w klubie „Stodoła”, gdzie następnie występował w kabarecie. W tym okresie pisał swoje pierwsze teksty satyryczne. W 1961 nawiązał współpracę z warszawskim Studenckim Teatrem Satyryków, w którym do 1972 działał jako autor skeczy, aktor i reżyser oraz dyrektor. Był także współautorem tekstów i aktorem kabaretów: Owca, Dudek, Lopek i Wagabunda.
Był autorem wielu sztuk teatralnych, skeczy (m.in. Ucz się Jasiu w wykonaniu Jana Kobuszewskiego, Wiesława Gołasa i Wiesława Michnikowskiego, prezentowany w kabarecie Dudek), słuchowisk radiowych i scenariuszy do filmów Stanisława Barei, w których również występował i których był współreżyserem.
Popularność zyskał dzięki roli pasażera bez biletu, mylnie uznanego za kaowca, w filmie Marka Piwowskiego Rejs oraz Ryszarda Ochódzkiego w filmach: Miś, Rozmowy kontrolowane i Ryś. Szeroką popularność przyniosły mu także telewizyjne transmisje jego występów kabaretowych.
W styczniu 1976 podpisał list protestacyjny do Komisji Nadzwyczajnej Sejmu PRL przeciwko zmianom w Konstytucji Polskiej Rzeczypospolitej Ludowej. Jego nazwisko zostało umieszczone na liście autorów, którzy pozostawali pod szczególnym nadzorem peerelowskiej cenzury; instrukcja cenzorska z 21 listopada 1976 Głównego Urzędu Kontroli Prasy, Publikacji i Widowisk stanowiła: „Wszystkie własne publikacje autorów z poniższej listy zgłaszane przez prasę i wydawnictwa książkowe oraz wszystkie przypadki wymieniania ich nazwisk należy sygnalizować kierownictwu Urzędu, w porozumieniu z którym może jedynie nastąpić zwolnienie tych materiałów. Zapis nie dotyczy radia i TV, których kierownictwo we własnym zakresie zapewnia przestrzeganie tych zasad. Treść niniejszego zapisu przeznaczona jest wyłącznie do wiadomości cenzorów”.
W latach 1983–1986 był dyrektorem Teatru Dramatycznego w Elblągu. Od 1987 pracował jako reżyser teatralny: w latach 1987–1994 był związany z Teatrem Rampa, a w latach 1994–2006 – z Teatrem Powszechnym.
Jest uznawany za mistrza drobnych, zwłaszcza humorystycznych form literackich. W drugiej połowie lat 90. pisał felietony do tygodnika „Wprost” i dziennika „Rzeczpospolita”, następnie został stałym felietonistą „Polityki”. Tworzył również rysunek satyryczny. Jako rysownik debiutował w 1955 w gazetce Zakładów Przemysłu Cukierniczego 22 Lipca w Warszawie. Później jego rysunki ukazywały się m.in. w „Tygodniku Kulturalnym”, „Rzeczpospolitej”, „Fotelu” i „Polityce”. Prowadził autorski kanał w serwisie YouTube, gdzie prezentował swoje felietony. Na rozpoczęcie i zakończenie wykonywał autorską przygrywkę na harmonijce ustnej.
Laureat wielu nagród, m.in. za najlepszy scenariusz do filmu Rozmowy kontrolowane na FPFF w Gdyni w 1992, Nagrody Kisiela dla najlepszego publicysty w 1998, nagrody telewizyjnego Pegaza „za poczucie humoru i przenikliwość umysłu” w 2002 oraz tytułu Mistrz Mowy Polskiej w 2010.
W 2005 ukazał się zbiór jego tekstów i rysunków pod palindromowym tytułem Mamuta tu mam. Był członkiem Stowarzyszenia Pisarzy Polskich i członkiem honorowym Stowarzyszenia Autorów ZAiKS.

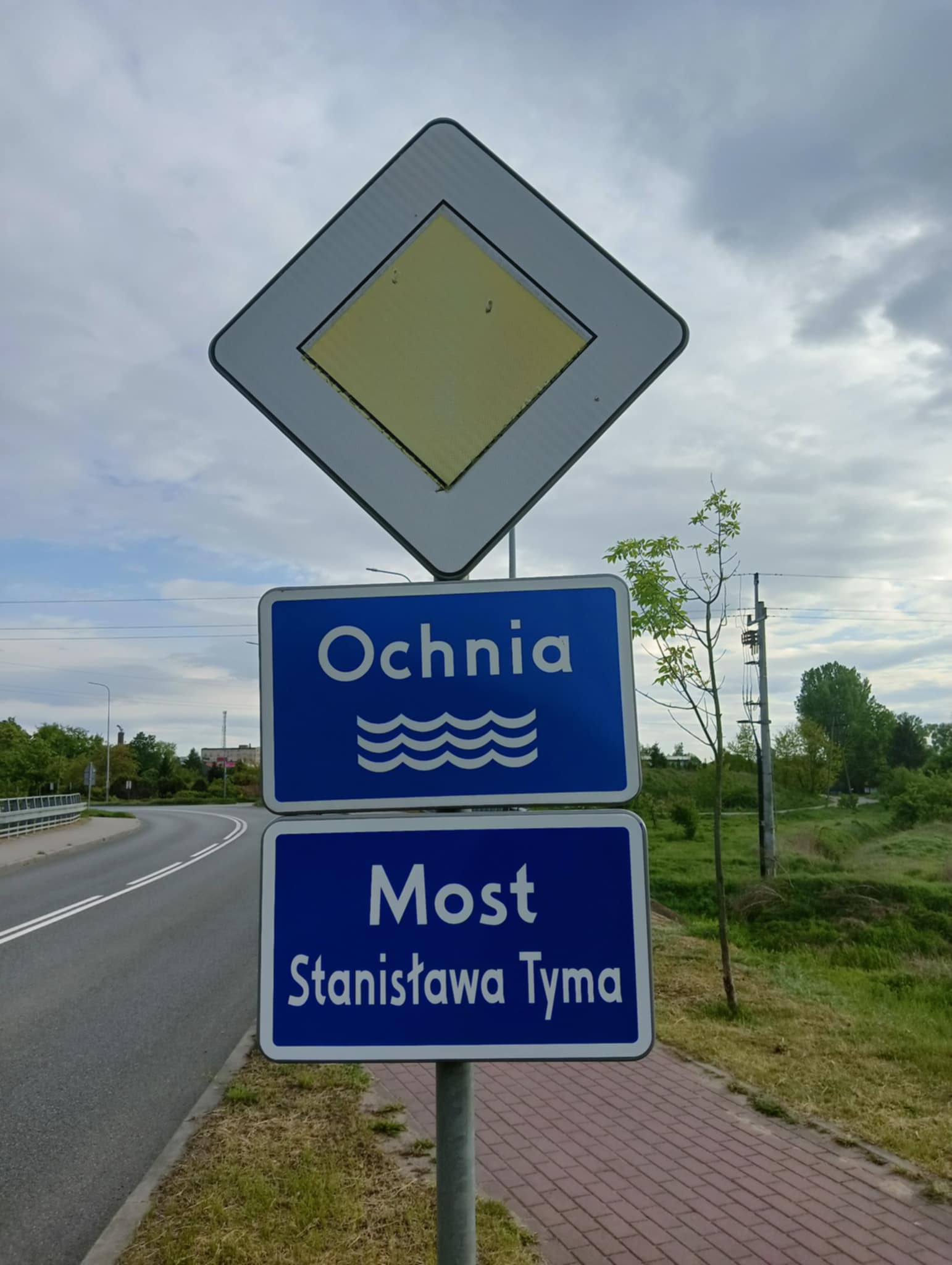
Most Stanisława Tyma w Kutnie na rzece Ochni.

Został członkiem komitetu poparcia Bronisława Komorowskiego przed przyspieszonymi wyborami prezydenckimi 2010.
Przeszedł nowotwór żołądka. Zmarł 6 grudnia 2024 w wieku 87 lat. Jego pogrzeb miał charakter świeckiej ceremonii. Został pochowany na cmentarzu Wojskowym na Powązkach w Warszawie.

## Życie prywatne
Był żonaty z Anną Kokozow-Tym (ur. 13 sierpnia 1943, zm. 4 lipca 2023), która zagrała epizodyczną rolę w filmie Miś. Po rozwodzie związał się z Anną Nastulanką. Mieszkał w Zakątach nad jeziorem Wigry.
Wedle jego własnych słów, jego przodek – Daniel Tym – był ludwisarzem królewskim, który na zamówienie Władysława IV Wazy wykonał odlew posągu Zygmunta III Wazy. Miał brata Antoniego, który zagrał epizodyczne role w filmach Miś (1980) i Ryś (2007).
Był wegetarianinem. Opiekował się potrzebującymi zwierzętami (bywało, że w jego domu przebywało 16 psów). Był ateistą, mimo to miał sentyment do tradycji katolickiej.

## Filmografia

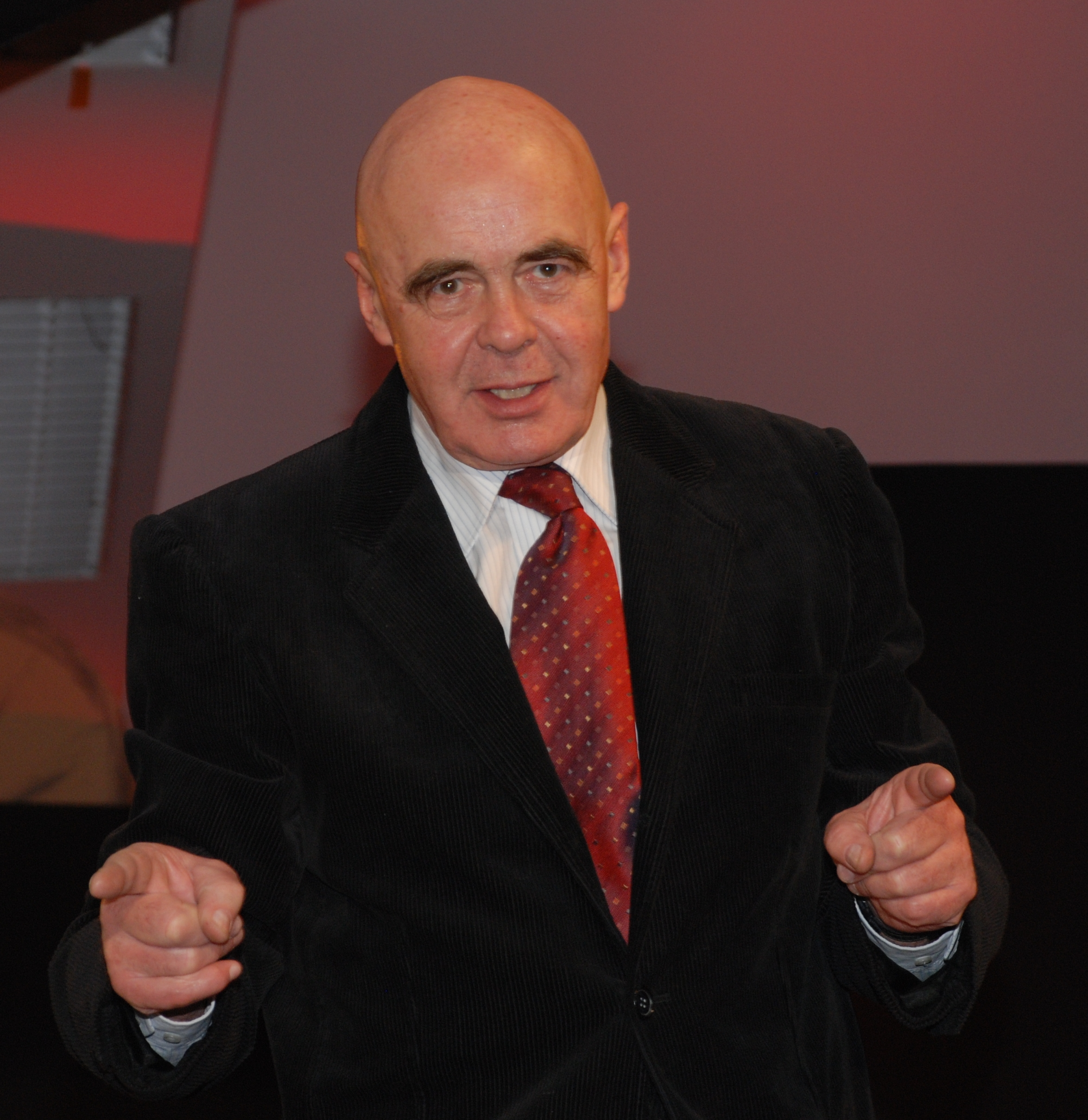
Stanisław Tym w trakcie występu podczas trzeciego dnia Festiwalu Kabaretu w Zielonej Górze (2007)

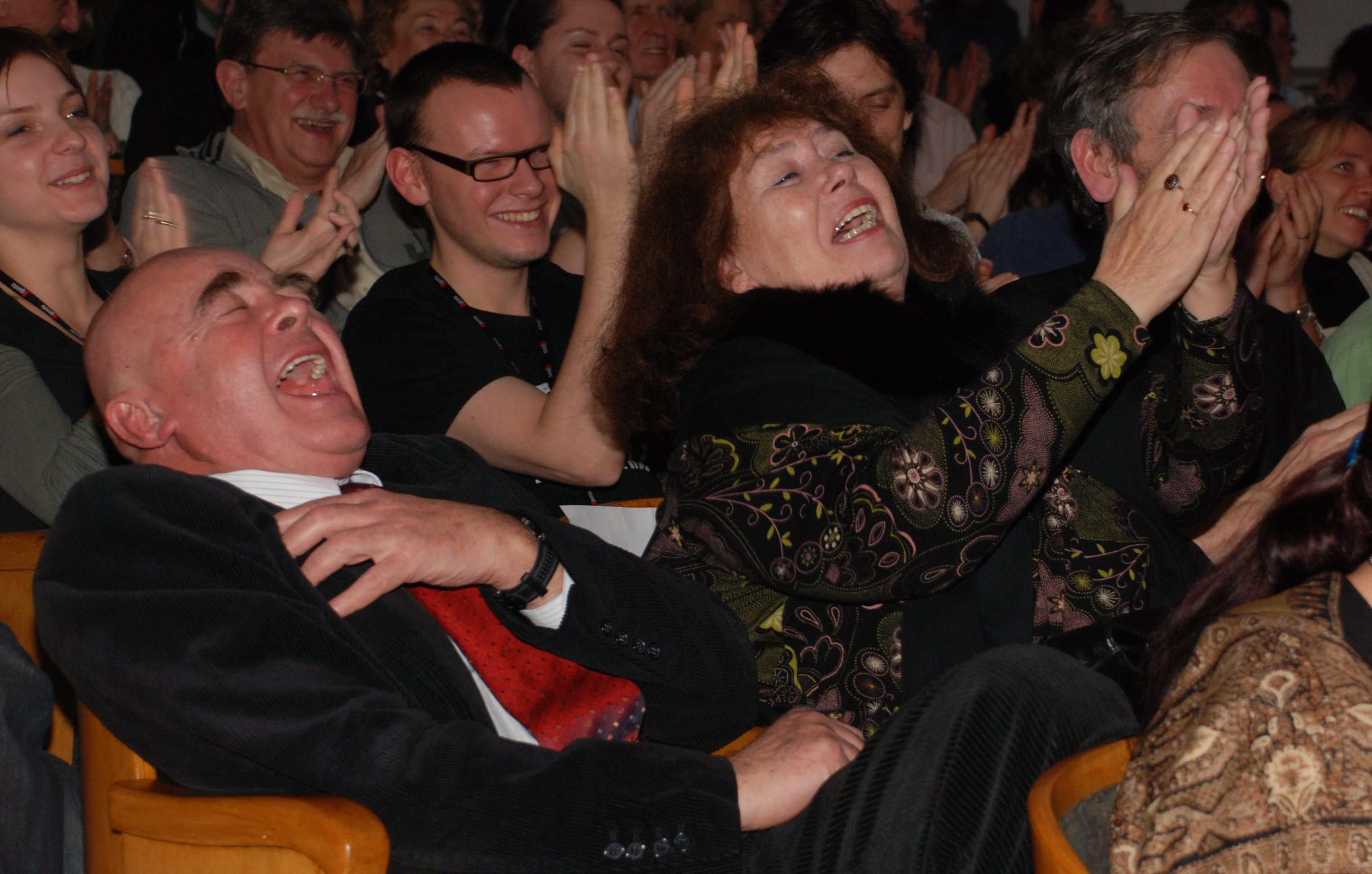
Stanisław Tym i Zofia Merle w Loży Ekspertów Festiwalu Kabaretu w Zielonej Górze (2007)

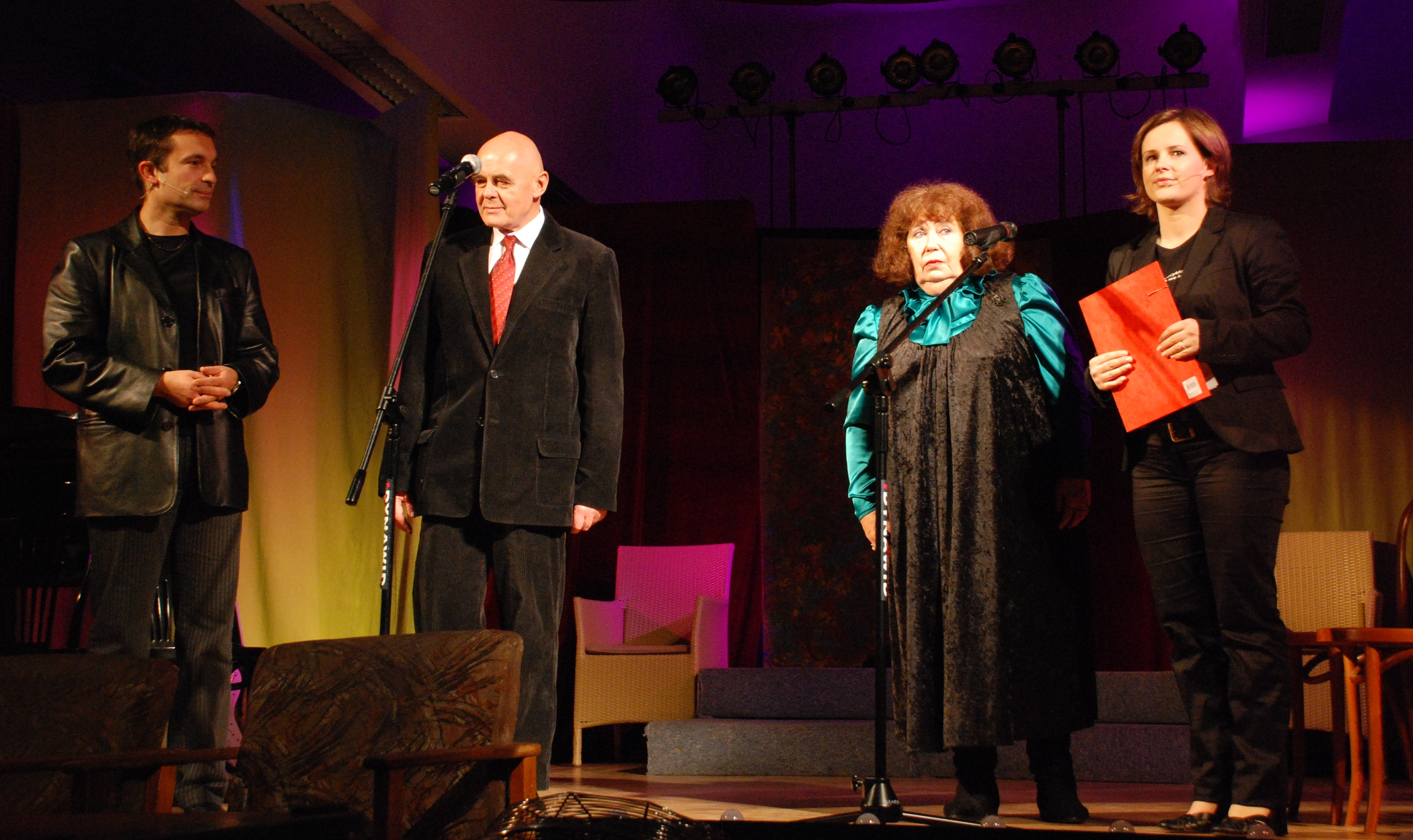
(Od lewej:) Dariusz Kamys, Stanisław Tym, Zofia Merle i Joanna Kołaczkowska na scenie podczas piątego dnia Festiwalu Kabaretu w Zielonej Górze (2007)

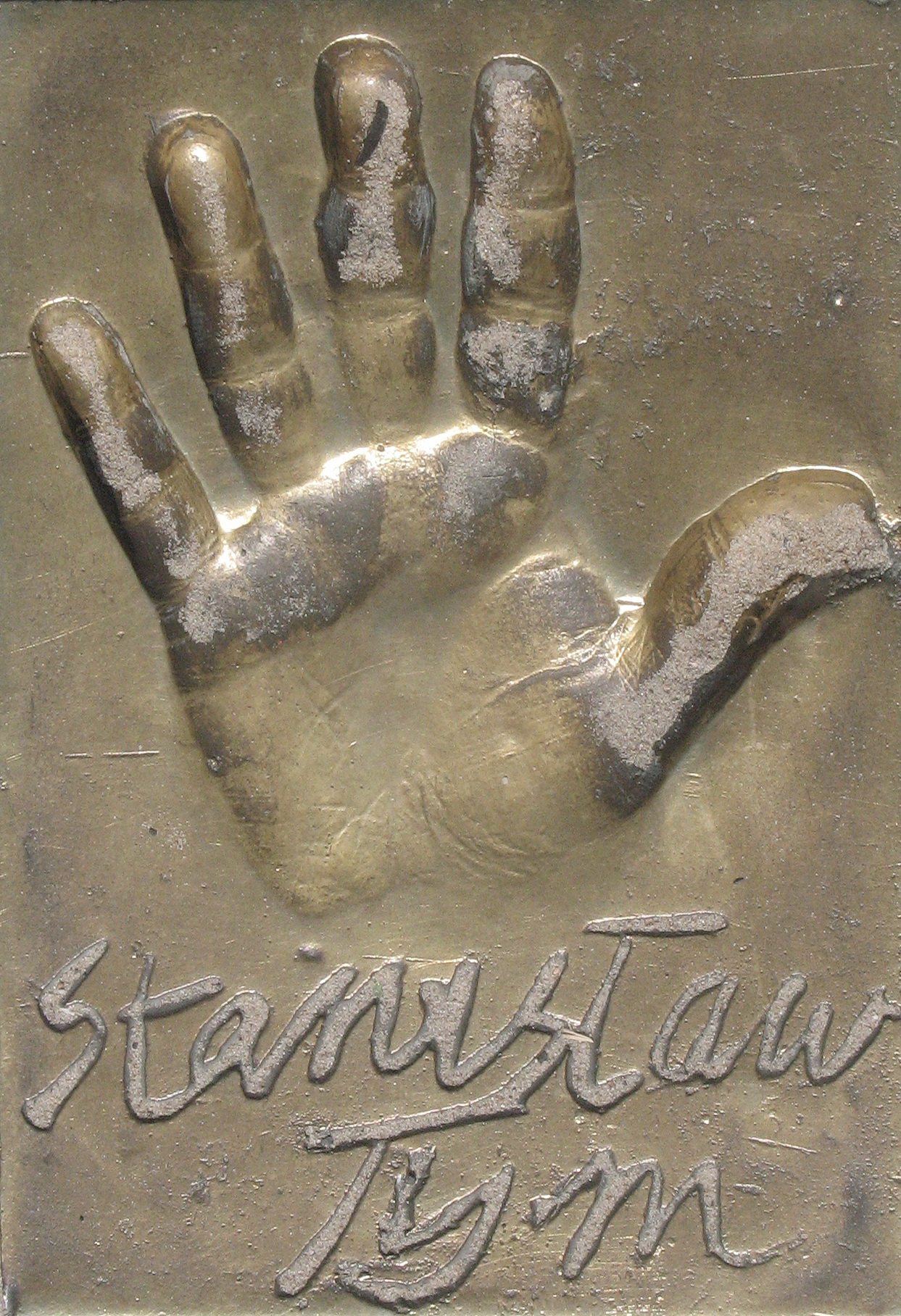
Stanisław Tym – odcisk dłoni i podpis w Alei Gwiazd w Międzyzdrojach

| Filmy fabularne     |                                   |                                       |                                                       |
| Rok                 | Tytuł                             | Reżyser                               | Rola                                                  |
| 1959                | Cafe pod Minogą                   | Bronisław Brok                        | powstaniec lejący zupę                                |
| 1960                | Nikt nie woła                     | Kazimierz Kutz                        |                                                       |
| 1961                | Kwiecień                          | Witold Lesiewicz                      | sanitariusz                                           |
| 1962                | Jutro premiera                    | Janusz Morgenstern                    | aktor                                                 |
| 1964                | Pingwin                           | Jerzy Stefan Stawiński                | Osetnik                                               |
| 1965                | Walkower                          | Jerzy Skolimowski                     | pracownik                                             |
| 1966                | Bariera                           | Jerzy Skolimowski                     | kelner                                                |
| 1967                | Paryż – Warszawa bez wizy         | Hieronim Przybył                      | żołnierz                                              |
| 1970                | Rejs                              | Marek Piwowski                        | kaowiec                                               |
| 1970                | Dziura w ziemi                    | Andrzej Kondratiuk                    | uczestnik narady                                      |
| 1972                | Poszukiwany, poszukiwana          | Stanisław Bareja                      | urzędnik                                              |
| 1974                | Nie ma róży bez ognia             | Stanisław Bareja                      | Zenek                                                 |
| 1975                | Niespotykanie spokojny człowiek   | Stanisław Bareja                      | kapitan Tadeusz Zwoźniak                              |
| 1976                | Brunet wieczorową porą            | Stanisław Bareja                      | lakiernik Lucek (głos)                                |
| 1976                | Smuga cienia                      | Andrzej Wajda                         | kupiec Jacobus                                        |
| 1978                | Co mi zrobisz, jak mnie złapiesz  | Stanisław Bareja                      | dwie role: Tadeusz Dudała; Szymek                     |
| 1980                | Miś                               | Stanisław Bareja                      | dwie role: Ryszard Ochódzki; węglarz Stanisław Paluch |
| 1981                | Wojna światów – następne stulecie | Piotr Szulkin                         | cenzor                                                |
| 1991                | Rozmowy kontrolowane              | Sylwester Chęciński                   | Ryszard Ochódzki                                      |
| 1993                | Uprowadzenie Agaty                | Marek Piwowski                        | bezdomny                                              |
| 1999                | Czy można się przysiąść           | Tomasz Tryzna                         | mecenas                                               |
| 2003                | Baśń o ludziach stąd              | Władysław Sikora                      | prezes                                                |
| 2004                | Iniemamocni                       | Waldemar Modestowicz                  | Gilbert Huph (dubbing)                                |
| 2007                | Ryś                               | on sam                                | Ryszard Ochódzki                                      |
| 2012                | Renifer Niko ratuje brata         | Dariusz Błażejewski                   | renifer Tobiasz (dubbing)                             |
| 2021                | Miasto                            | Marcin Sauter                         | Pijak (ostatnia rola)                                 |
| Seriale telewizyjne |                                   |                                       |                                                       |
| 1970                | Przygody psa Cywila               | Krzysztof Szmagier                    | zbieg (odc.5)                                         |
| 1975                | 40-latek                          | Jerzy Gruza                           | Stasiek (odc.4-6)                                     |
| 1993                | 40-latek. 20 lat później          | Jerzy Gruza                           | ekspert (odc.3-4,6)                                   |
| 1994                | Bank nie z tej ziemi              | Waldemar Dziki                        | mężczyzna                                             |
| 1995                | Z pianką czy bez                  | Sylwester Chęciński; Grzegorz Warchoł | Arden (odc.2-3)                                       |
| 2008–2009           | Tylko miłość                      | różni                                 | Sztern, ojciec Doroty i Sylwii                        |
| 2008                | Niania                            | Jerzy Bogajewicz                      | Czesław (odc.98, 107, 109)                            |
| 2010                | Spadkobiercy                      | Dariusz Kamys                         | pastor Bishop                                         |
| 2013                | Lekarze                           | Marcin Wrona                          | Walery (odc.25)                                       |

### Reżyseria
- 1998: Rozmowy przy wycinaniu lasu
- 2007: Ryś

### Scenarzysta
- 1976: Brunet wieczorową porą (pod pseudonimem Andrzej Kill)
- 1978: Co mi zrobisz, jak mnie złapiesz?
- 1980: Ciemny grylaż (utwór sceniczny, wspólnie z Jerzym Dobrowolskim)
- 1981: Miś
- 1991: Rozmowy kontrolowane
- 1998: Rozmowy przy wycinaniu lasu
- 2007: Ryś

## Nagrody i odznaczenia
- 1969 – Nagroda na 5. Łódzkich Spotkaniach Teatralnych za sztukę Kochany panie Ionesco![8]
- 1992 – Nagroda na 17. FPFF w Gdańsku za scenariusz filmu Rozmowy kontrolowane[8]
- 1998 – Odciśnięcie dłoni na 3. Festiwalu Gwiazd w Międzyzdrojach odcisnął dłoń na Promenadzie Gwiazd[8]
- 1998 – Nagroda Kisiela dla najlepszego publicysty[8]
- 1999 – Nagroda Eryk ’98 – za nowatorskie ujęcie tradycyjnej formuły szopki satyrycznej w przedstawieniu Szopka Tyma z Brodą (Teatr Powszechny i dziennik „Rzeczpospolita”)[8]
- 2001 – I Nagroda na gdańskim Festiwalu Dobrego Humoru za program rozrywkowy „Jujka wg Tyma”[8]
- 2002 – Nagroda Pegaz, przyznawana przez program telewizyjny „Pegaz” za „poczucie humoru i przenikliwość umysłu”[8]
- 2004 – Krzyż Oficerski Orderu Odrodzenia Polski
- 2005 – Złoty Medal „Zasłużony Kulturze Gloria Artis”[30]
- 2005 – Nagroda za całokształt twórczości na Festiwalu Dobrego Humoru w Gdańsku[8]
- 2007 – Nagroda Honorowa 14. Ogólnopolskiego Festiwalu Sztuki Filmowej „Prowincjonalia” we Wrześni[8]
- 2007 – Nagroda Honorowa Specjalny Miś na 5. Festiwalu Filmów Komediowych i Niezależnych „Barejada” w Jeleniej Górze, za kontynuację dzieła Stanisława Barei[8]
- 2009 – Odznaka Honorowa ZAiKS-u[31]
- 2010 – Mistrz Mowy Polskiej (wraz z Arturem Andrusem, Jerzym Trelą, Ryszardem Kaczorowskim i Beatą Tadlą)[16]
- 2017 – nagroda specjalna ZAiKS-u[31]
- 2018 – nagroda specjalna i członkostwo honorowe ZAiKS-u[31]
- 2021 – Nagroda 100-lecia ZAiKS-u[31]
- 2022 – Medal Wolności Słowa Fundacji Grand Press[32]

## Upamiętnienie
Od 2015 roku, z inicjatywy Renaty Kaznowskiej, w Warszawie ma miejsce Bieg im. Stanisława Tyma, polegający na pokonaniu 793 stopni i dotarcie na 30 piętro Pałacu Kultury i Nauki. Jest to nawiązanie do sceny z filmu Miś, w którym Ryszard Ochódzki (grany przez Tyma) pokonuje tę trasę. Główną nagrodą w Biegu jest Puchar Prezydenta Miasta Stołecznego Warszawy.
Imię Stanisława Tyma nosi jeden z mostów w Kutnie, znajdujący się na ulicy Stanisława Barei. Z okazji 14 Majówki z Bareją, w dniu 1 maja 2025 roku wstęgę przecięli wiceprezydent Kutna Zbigniew Wdowiak oraz aktorka Krystyna Tkacz.